# Doppelbindungstheorie
Die Doppelbindungstheorie (engl. double bind theory, franz. double-contrainte) ist ein kommunikationstheoretisches Forschungsergebnis zur Entstehung schizophrener Symptomatiken (Heidelberger Schule).  Diese variieren kontextabhängig. Die Doppelbindungstheorie hat die Therapie revolutioniert. Die Theorie wurde von einer Gruppe um den Anthropologen und Kommunikationsforscher Gregory Bateson entwickelt. Sie identifizierten (im Gegensatz zu bis dahin geltenden intrapsychischen Hypothesen) Beziehungsstrukturen, welche zu Verhaltensformen führen können, die als Schizophrenie bezeichnet werden. Hierfür prägten sie den Ausdruck double bind. Diese Verbindung zur Schizophrenie konnte allerdings empirisch nicht bestätigt werden.
Die Doppelbindungstheorie beschreibt die lähmende, weil doppelte Bindung eines Menschen an paradoxe Botschaften oder Signale (sog. Doppelbotschaften) und deren Auswirkungen. Die Signale können den Inhalt der gesprochenen Worte betreffen oder Tonfall, Gesten und Handlungen sein.

## Beschreibung
Der Begriff Bindung ist in diesem Modell im Sinne der Etablierung einer Kopplung innerhalb eines behavioristischen Reiz-Reaktions-Musters zu verstehen (Botschaft = Reiz; Verhalten, Wahrnehmen oder bestimmte somatische Reaktionen = Reaktion). Gleichwohl sollten auch bestehende soziale Bindungen zwischen Personen bei der Gesamtbetrachtung berücksichtigt werden. Diese Botschaften oder Signale richten sich mit widersprechenden Reaktions- oder Handlungsaufforderungen auf unterschiedlichen Ebenen der Kommunikation (Inhalts- oder Sachebene bzw. Sachaussage, Beziehungsebene bzw. Beziehungsaussage, Appellebene bzw. Appell oder Ich-Aussage) an einen Betroffenen.
Weiter erschwert wird die Auflösung einer solchen Doppelbindungssituation, wenn sich die Botschaften auch auf einer unbewussten Ebene an den Adressaten wenden oder Reaktionen hervorrufen (sollen), die nicht oder nur eingeschränkt der bewussten Kontrolle unterliegen. Der Adressat erlebt eine solche Doppelbindung als unhaltbar, unauflösbar, wenig durchschaubar und existentiell bedrohlich, weil:
1. ihm eine Wahl im Sinne der paradoxen Scheinalternativen tatsächlich nicht möglich ist,
2. er die der sprachlich korrekten Botschaft innewohnende Paradoxie nicht erkennen kann/darf (z. B. unterstützt durch Verbot einer Metakommunikation),
3. er sich aber aufgrund eines Abhängigkeitsverhältnisses gezwungen sieht, der Aufforderung dennoch zu entsprechen und
4. er die Situation nicht verlassen kann.

Der Zwangscharakter und die „Illusion der Alternativen“ in einer Doppelbindung schaffen für ihn eine „Lose/Lose-Situation“ (engl.: to lose = verlieren). Bateson sah in dem wiederkehrenden Einfluss solcher Kommunikationsmuster auf Kinder innerhalb ihrer Familie einen wesentlichen auslösenden Faktor für die spätere Entwicklung von Schizophrenie.
Aufbauend auf Batesons Arbeit formulierte dessen Schüler, der Psychotherapeut Paul Watzlawick, eine „Theorie menschlicher Kommunikation“. Er zeigte, dass die in Doppelbindungen enthaltenen kommunikativen Anomalien tatsächlich ein weitverbreitetes Risiko der Alltagskommunikation von Menschen sind. Watzlawick wies darauf hin, dass ein Krankheitsbild der Schizophrenie nicht mono-kausal auf Kommunikationsmuster nach dem Muster der Doppelbindung zurückgeführt werden kann: „Doppelbindung verursacht nicht Schizophrenie. Man kann lediglich sagen, dass dort, wo Doppelbindung zur vorherrschenden Beziehungsstruktur wird, … das Verhalten dieser Personen den diagnostischen Kriterien des klinischen Bildes der Schizophrenie entspricht. Nur in diesem Sinne kann die Doppelbindung ursächlich und pathogen genannt werden.“

## Ingredienzen einer Doppelbindungskonstellation

### Das Paradoxon als notwendige Ingredienz

#### Notwendige Ingredienzen
Die notwendigen Ingredienzen einer Doppelbindungssituation sind:
1. Kommunikation
  - Zwei oder mehr Personen, die miteinander kommunizieren
  - Wiederholte Kommunikationserfahrungen (zum Etablieren bzw. Erlernen eines Reiz-Reaktions-Musters)
2. Ein primäres negatives Gebot, das
  - durch Strafen oder Signale (Sanktionen) verstärkt wird, während die Einhaltung des Gebotes für das Überleben essentiell ist und
  - mit dem sekundären Gebot auf einer abstrakten Ebene in Konflikt steht.
3. Ein sekundäres Gebot, das
  - durch Strafen oder Signale (Sanktionen) verstärkt wird, während die Einhaltung des Gebotes für das Überleben essentiell ist und
  - mit dem primären negativen Gebot auf einer abstrakten Ebene in Konflikt steht.
4. Ein tertiäres Gebot, das
  - dem Opfer den Versuch der Metakommunikation über die Beziehung oder Kritik und Metakommunikation verbietet und
  - es dem Opfer unmöglich erscheinen lässt, den Schauplatz zu verlassen bzw. ihm zu entfliehen.

Schließlich ist die gesamte Menge von Ingredienzien nicht länger erforderlich, wenn das Opfer die Reiz-Reaktionsmuster hinreichend internalisiert hat (d. h. hinreichend konditioniert ist), sich die Reaktionsmuster somit einer bewussten Kontrolle und einer bewussten Selbstreflexion mehr oder weniger entzogen haben oder sich sogar im Zuge einer klassischen Konditionierung zunehmend generalisiert haben und das Opfer damit eine Selbststeuerungsmöglichkeit in dieser Hinsicht sukzessive verliert.
Der wichtigste Unterschied zwischen einer widersprüchlichen und einer paradoxen Handlungsvorschrift besteht darin, dass man im Fall der ersteren die Alternativen bewusst wahrnehmen und wählen kann und mit der Wahl einer Option aber die andere verliert und damit den Verlust bewusst auf sich nimmt. Dieses Ergebnis kann höchst unerfreulich sein, aber es bleibt eine logische Wahlmöglichkeit. Die paradoxe Handlungsvorschrift dagegen macht die Wahl (wegen der Unmöglichkeit der Erfüllung) selbst unmöglich.

#### Exemplarische Darstellung
Ausgedrückte Botschaft (ggf. auch implizit oder nonverbal): „Wasch mir den Pelz, aber mach mich nicht nass“
1. Primäres negatives Gebot:
  - Mach mich nicht nass
  - Falls du mich nass machst, erfüllst du meine Erwartungen nicht bzw. wirst sanktioniert.
2. Sekundäres Gebot:
  - Wasch mir den Pelz
  - Falls Du meine Handlungsaufforderung missachtest, erfüllst du meine Erwartungen nicht bzw. wirst sanktioniert.
3. Tertiäres Gebot:
  - Der Sender der Kommunikationsbotschaft verbietet Kritik an ihm/ihr, unterbindet einen Verständigungs- oder Einigungsversuch oder vereitelt eine Metakommunikation.
  - In einem bestehenden Abhängigkeitsverhältnis erscheint ein Verlassen der Situation aus Sicht der Betroffenen nahezu unmöglich (z. B. Sorgerechts- bzw. Fürsorgepflichtsverhältnisse oder weisungsgebundene, abhängig beschäftigte Arbeitnehmer in Mobbingsituationen).

#### Formale Darstellung
- Die Person muss sich an das Gebot oder Verbot X halten.
- Die Person muss sich an das Gebot oder Verbot Y halten.
- Y widerspricht X.
- Die Person darf weder X noch Y ignorieren.
- Jeder Kommentar bezüglich der Absurdität der Situation ist streng verboten.
- Ein Verlassen der Situation ist oder erscheint unmöglich.

### Abhängigkeitsverhältnisse als Rahmenbedingung
Die klassischen Beispiele einer Doppelbindungskonstellation beziehen sich auf eine Situation, in der sich die betroffene Person (Opfer) in einer abhängigen Position befindet, in der Anpassung geboten ist und in der sich berechtigte Interessen und Grundbedürfnisse an dominante Bezugspersonen richten, im Negativfall jedoch nicht angemessen befriedigt werden, ggf. mit Scheinalternativen (umgangssprachlich mitunter auch Zwickmühle (Dilemma) genannt) beantwortet werden und ein Verlassen der Situation nicht möglich ist.
Insbesondere Kinder und Kleinkinder haben als Bezugsperson die Eltern bzw. Erziehungsberechtigte, die im Allgemeinen in dieser Lebensphase für die Befriedigung der Grundbedürfnisse der Stufe 1 bis 3 bzw. 4 der Maslowschen Bedürfnispyramide (Körperliche Grundbedürfnisse, Sicherheit, Soziale Beziehung und soziale Anerkennung) angemessen Sorge tragen, während es im beruflichen Kontext abhängig Beschäftigter mehr die Grundbedürfnisse der Stufe 2 bis 5 (Sicherheit, …, Selbstverwirklichung) sind, deren Anerkennung im Negativfall jedoch (z. B. Mobbing) verweigert werden.
Auf Grund einer dominanten Stellung der übergeordneten Ebene bestimmt diese weitestgehend die Rahmenbedingungen, an die sich die abhängige Person anpassen muss. Die Doppelbindungstheorie betrachtet dabei (zunächst) zwei Ebenen: einen dominanten Elternteil und das abhängige Kind. Eine dritte übergeordnete Ebene (vgl.: Transaktionsanalyse), etwa gesellschaftliche Normen, Ideale, Idealbilder oder Ziele, der sich der dominante Sender der Doppelbindungs-Botschaft ggf. verpflichtet fühlt, bleibt bei dieser Betrachtung zunächst unberücksichtigt. Eine solche übergeordnete dritte (z. T. idealisierte) Ebene ist hingegen im Stanford-Prison-Experiment und auch im Milgram-Experiment erkennbar (vgl. Kapitel: Manipulation und Autoritätsdominanz). Im Milgram-Experiment wird die übergeordnete Ebene – aus Sicht des Lehrers – durch den Versuchsleiter bzw. auch durch die vorgegebene Wissenschaft (idealbildgebend = der gute Zweck) repräsentiert. Im Stanford-Prison-Experiment wird die übergeordnete dominante Ebene durch die Versuchsdefinition bzw. auch durch die Wissenschaft repräsentiert.
Der Anpassungsdruck, der von der jeweils dominanten Ebene ausgeht, bestimmt weitestgehend das Verhalten, Erleben und Lernen in dem Maße, wie es die Rahmenbedingungen zulassen (vgl.: Skinner-Box).

### Unerfüllbarkeit als erweitertes Kriterium
Mit Unerfüllbarkeit ist die notwendige Unmöglichkeit gemeint, dem Anspruch bzw. den Erwartungen des Senders der Botschaft gerecht werden zu können (damit eine doppelbindungsartige Situation aufrechterhalten wird).

#### Sprachanalogie
Die Entwicklung der Persönlichkeit eines Kindes ist Ausdruck der Anpassung an die Umgebungssituation, in der sich das Kind befindet. Das Erlernen der Muttersprache ist eine Form der Anpassung an die soziale Umgebung und kann anschaulich als Analogie für die Anpassungsproblematik bei Doppelbindungen herangezogen werden. Wenn ein Kind, das eine Muttersprache erlernen soll, mit hundert verschiedenen Bezugspersonen konfrontiert wird, die alle eine andere Sprache sprechen, dann ist eine sprachliche Anpassung dessen neuronalen Systems an die Umgebung nicht mehr möglich. Gleichzeitig hat das Kind aber den Eindruck, es sei lebenswichtig, diese Bezugspersonen sprachlich zu verstehen. Diese Unvereinbarkeit von unmöglicher Anpassung und absolut notwendiger Anpassung verhindert die Entstehung einer intakten und stabilen Persönlichkeit.

#### Gedankenexperiment
Das Problem der unmöglichen Anpassung kann durch ein Gedankenexperiment veranschaulicht werden. Man stellt sich vor, man müsse eine Zeitbombe entschärfen. Der Timer der Bombe zeigt an, dass bis zur Detonation noch 30 Sekunden verbleiben. Die Bombe kann nur entschärft werden, wenn man entweder den blauen oder den roten Draht durchtrennt. Man befindet sich nun in einer klassischen Doppelbindungssituation: Verzweifelt sucht man nach Kriterien, die einen Hinweis darauf geben könnten, welcher Draht der Richtige ist. Die hochkomplexe elektronische Schaltung überfordert die eigenen kognitiven Fähigkeiten. Man muss aber die Logik der elektronischen Schaltung verstehen, um den harmlosen Draht identifizieren zu können.
Diese bekannte Klischeehandlung mag banal sein, aber sie zeigt dennoch klar und verständlich die psychologische Situation auf. Aus Spielfilmen dürfte auch die psychische Verfassung des Helden bekannt sein, der eine solche Situation meistern konnte, und dies obwohl sie nur einige Sekunden gedauert hat. Man kann sich also ungefähr vorstellen, in welchem Zustand sich das neuronale System eines Kindes befinden muss, das mehrere Jahre lang täglich solche Situationen durchzustehen hatte. Äußerlich mögen diese Kindheitssituationen unscheinbar sein, aber aus der Perspektive des Kindes werden sie erlebt, so wie der Held die Bombenentschärfung erlebt, und zwar dauerhaft.

#### Situationsparadoxon
Die paradoxe Situation ergibt sich nicht allein aus dem logischen Widerspruch auf der Inhaltsebene, sondern aus der Unvereinbarkeit von „Ich muss etwas tun“ mit „Ich habe keine Information“. Eine Anpassung setzt Spielregeln voraus, die sowohl bekannt als auch anwendbar sein müssen. Werden die Spielregeln zunehmend komplexer, so wird das Subjekt auch zunehmend mental gefordert. Eine gewisse Konsistenz der Spielregeln ist dazu erforderlich. Eine Anpassung ist nicht möglich, wenn die Spielregeln immer wieder verändert werden und sich sogar widersprechen. Wenn Spielregeln vorhanden sind, aber vom Subjekt nicht als solche identifiziert werden können, so ist dies gleichbedeutend mit einer chaotischen Situation. Eine unvorhersehbare, mental nicht simulierbare Situation verursacht meistens Angst, wenn sich vergleichbare Situationen als gefährlich erwiesen haben.
Es spielt keine Rolle, ob die Spielregeln wirklich paradox oder nur pseudoparadox sind. Das Kind geht davon aus, dass die Anforderungen, die von der Autoritätsperson gestellt werden, prinzipiell erfüllbar sind. Das ist so, weil das Kind an die Autorität glaubt und sie als moralischen Maßstab akzeptiert hat.
Unter Umständen ist ein Anspruch logisch möglich, aber physikalisch unmöglich. Vielleicht ist er physikalisch möglich, aber biologisch unmöglich. Vielleicht ist er biologisch möglich, aber für den Menschen unmöglich, oder für den Menschen möglich, aber nicht für einen Menschen im Kindesalter.
Es gibt also ein breites Feld an potentiellen Widersprüchen, die sich auf der Ebene der Logik nicht wirklich widersprechen. Entscheidend ist nur die Unerfüllbarkeit durch das Kind, also die subjektive Überforderung im Bewusstsein des Kindes. Eine Aufgabe mag das Kind überfordern, solange aber für das Kind nicht die Notwendigkeit besteht, diese Aufgabe lösen zu müssen, kann das Kind die komplexe Situation mit einer gelassenen Neugier, also konfliktfrei, betrachten und daraus lernen.

### Varianten der Doppelbindung

#### Paradoxe Handlungsaufforderung
Die Variante der paradoxen Handlungsaufforderung wurde bereits weiter oben in allgemeiner und exemplarischer Darstellung ausgeführt und entspricht dem klassischen Beispiel, dass eine Person widersprüchliche Handlungsaufforderungen (Appell) auf unterschiedlichen Interaktionsebenen erhält, wobei ein Anteil der Botschaft auf einer vor- oder unbewussten Ebene übermittelt worden sein kann.

#### Verdeckt widerstreitende Interessen
Ein Beispiel, dass auch von widerstreitenden Interessen, die innerhalb einer Gruppe vorliegen, pathogene (Krankheit auslösende) Wirkungen ausgehen können, führt John H. Weakland in seinem Artikel Double-Bind Hypothese und Dreier-Beziehung aus. Eine solche Negativwirkung hat widerstreitende Interessen; insbesondere dann, wenn der Konflikt auf einer bewussten Ebene als nicht vorhanden dargestellt, geleugnet, oder versucht wird, diesen nicht offenkundig werden zu lassen.
Als Beispiel wird ein Ärzteteam benannt, das sich über die Behandlungsstrategie für eine Patientin in einem verdeckten Widerstreit befand. Aus dem Familienkontext wird ein Beispiel angeführt, in dem sich die Eltern eines Kindes in einem Konflikt miteinander befinden, diesen Konflikt aber gegenüber dem Kind (ggf. vorgeblich zu seinem Wohle) nicht offenkundig werden lassen wollen. Das Kind erlebt in einem solchen Fall, dass auf einer bewussten Ebene bestehende Harmonie dargestellt wird, auf einer unbewussten Ebene mag es aber eine Disharmonie wahrnehmen und diese gegensinnigen Wahrnehmungen nicht in Einklang miteinander bringen können.

#### Paradoxe Informationsübermittlung
Eine paradoxe Informationsübermittlung wird umgangssprachlich als Heuchelei bezeichnet. Dabei werden auf unterschiedlichen Ebenen der Kommunikation sich widersprechende Informationsinhalte übermittelt. Der auf der bewussten Ebene mitgeteilte Informationsanteil deckt sich nicht mit dem objektiv vorhandenen Sachverhalt. Falls dem Empfänger der Botschaft und der Kommunikationssignale der wahre Sachverhalt nicht bekannt ist, er den auf der vor- oder unbewussten Ebene (ggf. durch Körpersprache) übermittelten Anteil aber bewusst oder unbewusst wahrnimmt, entsteht eine kognitive Dissonanz beim Empfänger, die ggf. mangels weiterer korrekter Sachinformationen nicht aufgelöst werden kann. Für den Fall, dass der Empfänger der Botschaft die auf der unbewussten Ebene vermittelte Botschaft nicht wahrgenommen hat, entsteht hingegen mehr Irrtum und Täuschung über den wahren Sachverhalt.

## Transaktionsebenen

### Manipulation und Autoritätsdominanz
Menschen, die in ihrer Kindheit häufig Doppelbindungen ausgesetzt waren, haben in der Regel eine labile Persönlichkeit und können durch Suggestionen und Hypnose ungewöhnlich stark beeinflusst werden. Besonders gegenüber Autoritätspersonen verhalten sich solche Menschen sehr unterwürfig, sofern sie deren Überlegenheit anerkannt haben.
Durch Doppelbindungen Geschädigte können auf Befehl außerordentlich grausame Handlungen ausführen, auch wenn die Befehle deren ethischen und moralischen Überzeugungen grundlegend widersprechen. Die Angst um das eigene Ego ist aufgrund der labilen Persönlichkeit und des schwachen Selbstwertgefühls sehr groß. Außerdem können deren moralische Prinzipien durch Autoritätspersonen relativ leicht in Frage gestellt werden. Dies konnte durch das wegweisende Milgram-Experiment gezeigt werden.
Ethische Verhaltensweisen entsprechen oft einer Anpassung an eine Erwartungshaltung im sozialen Umfeld und nicht der tieferen inneren Überzeugung. Dies konnte im Stanford-Prison-Experiment eindrucksvoll demonstriert werden.

### Anpassungsdruck und Selbstbild

#### Identitätsaufgabe
Was Doppelbindungen so gefährlich macht, ist der hohe Anpassungsdruck, der von der Autoritätsperson auf das „Opfer“ ausgeübt wird. Unter Anpassung versteht man die Integration eines Gegenstandes in ein kognitives Schema.
In sogenannten normalen Abhängigkeitsverhältnissen kann eine Autoritätsperson Befehle erteilen, die Einfluss auf das Verhalten des Opfers ausüben, bei Doppelbindungs-Beziehungsmustern beinhaltet die Beeinflussung auch die Art der Selbstwahrnehmung, die das Opfer von sich hat.
Diese Methode der Gehirnwäsche wurde oft im maoistischen China während der Kulturrevolution zur politischen Umerziehung angewendet: Es wurde vom Opfer nicht nur eine Anpassung an die vorherrschende Ideologie durch sein Denken und Handeln erwartet, sondern auch die Überzeugung, diese Umwandlung sei freiwillig und in Würde vollzogen worden, was natürlich überhaupt nicht den erlebten Erfahrungen des Opfers entsprach. Zwangsinternierung und Demütigungsrituale waren die Regel.
Das Opfer wird nicht nur gebrochen, sondern es hat auch nicht die Erlaubnis, sich selbst als Opfer wahrzunehmen, und erst recht nicht die Erlaubnis, den Täter als Täter wahrzunehmen. Die Autoritätsperson bestimmt also auch, wie sie vom Opfer erlebt werden muss. Sie bestimmt das Bild, das sich das Opfer von ihr machen muss.
Beispiel: „Mutti hat dich nicht bestraft, weil Mutti böse ist, sondern weil du böse warst. Mutti schlägt dich, weil sie es gut mit dir meint.“
Ein Mensch, der einer solchen Situation ausgesetzt ist, muss durch den schmalen Spalt einer enormen Abweichungsintoleranz hindurchgehen und kann es sich nicht leisten, seine ursprüngliche Identität aufrechtzuerhalten. Die Angst vor Bestrafung, Folter oder Liebesentzug schafft die Bereitschaft, die bestehende Identität aufzugeben. Dieser ständige Prozess der Identitätsaufgabe, der immer wieder von neuem stattfindet, verhindert die Entstehung einer intakten Persönlichkeit oder er bewirkt die Dekonstruktion einer bereits bestehenden Persönlichkeit.

#### Anpassung als Wahrheitsform
Wenn die Aussage einer Bezugsperson (des Senders) mit den Verhaltensmustern und Wertvorstellungen des Empfängers kollidiert, also eine kognitive Dissonanz hervorruft, stehen dem Empfänger zwei Möglichkeiten offen:
1. Entweder er akzeptiert die Aussage und revidiert seine Verhaltensmuster, oder
2. er lehnt die Aussage ab und revidiert seine Verhaltensmuster nicht.

Beispielsweise kritisiert der Vater seinen Sohn. Der Sohn hat nun zwei Möglichkeiten:
1. Entweder er glaubt, sein Vater sei „gut“ und er hätte die Kritik verdient, oder
2. er glaubt, sein Vater sei „böse“ und die Kritik falsch.

In dem Moment, in dem der Sohn die Feindbildprojektion auf seinen Vater aufgibt, verleugnet er auch einen Bestandteil seiner eigenen Persönlichkeit. Um jedoch die Integrität der eigenen Persönlichkeit zu wahren, ist ein Feindbild zwingend erforderlich.
Die Kritik als verdient zu akzeptieren hieße, die Gültigkeit der eigenen Verhaltensmuster in Frage zu stellen:
1. Wenn sein Selbstvertrauen labil ist, so sagt er: „Mein Verhalten war falsch, folglich wurde ich von meinem Vater zu recht kritisiert.“
2. Wenn sein Selbstvertrauen stabil ist, so sagt er: „Mein Verhalten war richtig, mein Vater kritisiert mich aber, folglich ist sein Verhalten falsch.“

Wessen Verhalten als falsch interpretiert wird, ist letztlich eine Frage des Selbstvertrauens und eine Frage des Machtgefälles in der Beziehungsstruktur und nicht eine Frage der Berechtigung der Kritik, also des Wahrheitsgehalts des Inhaltsaspekts (Informationen, Daten, Fakten).
Hat der Sohn jedoch eine vertrauensvolle Beziehung zu seinem Vater, dann bewirkt die Akzeptanz der Kritik des Vaters keine Beschädigung seiner Persönlichkeitsintegrität. Dessen Kritik wird dann nicht negativ interpretiert, induziert also keine Feindbildprojektion.
Eine Feindbildprojektion ist somit aus zwei Gründen nicht vorhanden:
1. Entweder der Sohn hat eine vertrauensvolle Beziehung zu seinem Vater, oder
2. der Sohn hat die Erfahrung gemacht, dass eine Feindbildprojektion bestraft wird, also gefährlich ist.

#### Situationskomplexität und Selbstbild
Eine typische Aussage der Opfer von Doppelbindungs-Beziehungsmustern lautet: „Ich kann es meinen Eltern nie recht machen.“
Wenn unterschiedliche Versuche der Adaption an die Umgebung, beispielsweise in der Kindheit, regelmäßig durch ein negatives Feedback frustriert werden, dann entsteht beim Kind als Folge davon ein Gefühl der Überforderung. Eine psychische Überforderung entspricht neurobiologisch gesprochen einer Überlastung des neuronalen Systems.
Diese Überlastung des neuronalen Systems auf hirnorganischer Ebene manifestiert sich auf der Ebene des Bewusstseins, der Ebene des subjektiven Erlebens, als Angst.
Im Gegensatz zur konkreten Furcht ist hier Angst Form eines negativen Selbstbildes bei der subjektiven Interpretation eines in der Umwelt bewusst wahrgenommenen Subjektes oder Objektes.
- Die Angst wird kleiner,
  - entweder wenn das Selbstwertgefühl des Erlebenden zunimmt,
  - oder wenn die Komplexität der Situation, mit der der Erlebende konfrontiert wird, abnimmt.
- Der Erlebende fühlt sich weniger überfordert,
  - entweder wenn die Situation weniger anspruchsvoll ist,
  - oder wenn sich die Fähigkeit des Erlebenden, mit einer solchen Situation umzugehen, verbessert hat.

Die Fähigkeit des neuronalen Systems, mit komplexen Situationen umgehen zu können, manifestiert sich auf der Ebene des Bewusstseins, also der Ebene des subjektiven Erlebens, in Form eines Gefühls von Mut und Stärke.
Selbstvertrauen entsteht als Folge von positiven Erfahrungen, die als Konsequenz des eigenen richtigen Handelns verstanden werden. Der Verlust des Selbstvertrauens ergibt sich als Folge von negativen Erfahrungen, die als Konsequenz des eigenen falschen Handelns verstanden werden.
Der Zusammenbruch des Selbstwertgefühls manifestiert sich in Zwangsstörungen, Panikattacken oder sonstigen Überlastungs- und Stresssymptomen. Weiter entspricht ein ausgeprägter kommunikativer Orientierungsverlust als Symptomatik weitgehend dem Krankheitsbild der sogenannten Schizophrenie.

### Subjektivität als Maßstab

#### Neuronale Subprogramme
In dem Maße, in dem Handlungen des Kindes durch ein negatives Feedback frustriert werden, erweisen sich bestehende neuronale Muster als nicht geeignete Adaptionsstrategie und lösen sich auf oder werden in ihrer Priorität zurückgestuft.
Der Handlungsablauf und das Denken im Alltag eines Menschen manifestieren sich auf der Ebene seines Bewusstseins, also auf der Ebene des subjektiven Erlebens, in Form von generellen Trends. Die Ausführung dieser Trends macht die Anwendung von neuronalen Subprogrammen erforderlich, die vom menschlichen Biocomputer unbewusst abgerufen und angewendet werden. Neuronale Subprogramme sind gemachte Lernerfahrungseinheiten aus der Vergangenheit, die in der Gegenwart als Problemlösungseinheiten jederzeit abgerufen werden können.
Neuronale Subprogramme können durch den Biocomputer auch als Folge einer bewusst oder unbewusst gemachten mentalen Simulation möglicher zukünftiger Ereignisse hervorgebracht werden. Eine beständige Interaktion bereits vorhandener neuronaler Subprogramme auf der unbewussten gedanklichen Ebene findet statt. Die auf der Ebene des Bewusstseins vorhandene Manifestation dieser Interaktion wird auch als Traum bezeichnet.
In dem Maße, in dem diese Subprogramme zur Verfügung stehen, fällt es dem neuronalen System leicht, Probleme zu lösen. Stehen die Subprogramme jedoch nicht zur Verfügung, so müssen sie durch den Biocomputer in Echtzeit generiert werden, was enorme Ansprüche an das neuronale System stellt. Das Selbstvertrauen ist, neurologisch betrachtet, die Gewissheit, sich auf seine neuronalen Subprogramme verlassen zu können. Mit Hilfe der neuronalen Subprogramme agiert man unbewusst im „Autopilotmodus“. In dem Maße, in dem durch negative Erfahrungen Subprogramme frustriert und somit „auf Eis“ gelegt worden sind, steigt auch die Anforderung an das neuronale Gesamtsystem.

#### Kognitive Überlastung
Es ist zu beobachten, dass Kommunikation in sozialen Systemen ähnlich abläuft wie die Selbstreproduktion lebender Organismen: Ähnlich wie diese nur Stoffe aus der Umwelt aufnehmen, die für ihre Selbstreproduktion relevant sind, nehmen auch Kommunikationssysteme in ihrer Umwelt nur das wahr, was zu ihrem „Thema passt“, was an den Sinn der bisherigen Kommunikation „anschlussfähig“ ist. „Sinn“ ist für den mit seiner Umwelt interagierenden Beobachter ein Mechanismus zur Reduktion von Komplexität: In der unendlich komplexen Umwelt wird nach bestimmten Kriterien nur ein kleiner Teil herausgefiltert; die Grenze eines sozialen Systems markiert somit eine Komplexitätsdifferenz von außen nach innen.
Auf der Ebene des subjektiven Erlebens manifestiert sich die improvisierte Generierung von Subprogrammen in Echtzeit dergestalt, dass das bewusste Denken des betreffenden Subjekts mit Information geradezu überflutet wird. Um diese kognitive Überflutung oder Überlastung einzudämmen, ist der Betreffende dazu gezwungen, die Geschwindigkeit seiner Handlungsabläufe zu reduzieren. Dies ist ein Symptom, das bei sog. „Schizophrenen“ häufig beobachtet werden kann.
Auch erzählen sie von einer Wahrnehmung unzähliger, teils nebensächlicher Informationen.
Phänomene und Vorgänge, die psychisch Gesunden unwichtig erscheinen, werden nun als sehr wichtig wahrgenommen. Das sind sie ja auch, denn die Subprogramme, die jenen Vorgängen zugeordnet waren, haben sie als unwichtig erscheinen lassen. Unwichtig erscheint etwas eben gerade dann, wenn es von den neuronalen Subprogrammen unbewusst oder kaum bewusst verarbeitet werden kann. Der Zusammenbruch der Subprogramme lässt Unwichtiges wichtig erscheinen, und das Wichtige muss unter Zuhilfenahme des bewussten Denkens bewältigt werden.

#### Neuronale Arbeitsleistung
Die Lösung bestimmter kognitiver Aufgaben ist für sog. „Schizophrene“ nur mit wesentlich größerer neuronaler Arbeit als bei psychisch Gesunden möglich. Diese neuronale Arbeit wird subjektiv als Anstrengung oder Mühe empfunden.
Muss ein Mensch beispielsweise Holzscheite aufstapeln, so scheinen sie mit zunehmender körperlicher Erschöpfung immer schwerer zu werden, obwohl deren Gewicht, physikalisch betrachtet, natürlich gleich bleibt.
Wenn das neuronale System durch die Frustrierung der neuronalen Subprogramme geschwächt worden ist, so scheinen kognitive Aufgaben für das Subjekt immer komplexer zu werden, obwohl deren Komplexität, aus der Perspektive eines Beobachters, überhaupt nicht größer geworden ist.

#### Destruktive Feedbackschleife
Psychische Konfliktsituationen, wie bei der Doppelbindung, werden vom Opfer in zunehmendem Maße als bedrohlich erlebt, obwohl sie, aus der Sicht eines Beobachters, nicht bedrohlicher geworden sind.
Hier ergibt sich eine destruktive Feedbackschleife: Psychische Gewalt bewirkt eine psychische Schwächung; eine psychische Schwächung lässt die psychische Gewalt potenter erscheinen; die potenter erscheinende psychische Gewalt bewirkt eine potentere Schwächung des neuronalen Systems; die potentere Schwächung des neuronalen Systems vermindert das kognitive Potential des Subjekts; die Schwächung des kognitiven Potentials des neuronalen Systems entspricht schließlich einer psychischen Schwächung des Subjekts.

#### Phänomenologische Grundhaltung
Das Primat des Phänomenalen: Die Erlebniswelt des Menschen, wie sie sich darbietet, als einzige unmittelbar gegebene Wirklichkeit anzuerkennen und ernst zu nehmen. Der absolute Maßstab für die psychische Schädigung ist also das subjektive Erleben des Subjekts.
- Ansichten und Lebenseinstellungen nicht verabsolutieren, sondern immer wieder im konkreten Erfahrungsbereich des Alltags überprüfen.
- Sich nicht im Spekulativen und in voreiligen Interpretationen verlieren, sondern sich von der im Hier und Jetzt erfahrbaren Erlebniswelt leiten lassen.
- Die Autonomie der Erfahrung des Anderen achten und auch die Art und Weise, wie er seine Erfahrungen benennt.
- Akzeptieren, dass die Art und Weise, wie sich uns die Welt zeigt, immer auch mit unserer Gewohnheit der Wahrnehmung, unserer Erwartungshaltung und mit unseren Intentionen gegenüber dem Leben zusammenhängt.
- Vermeiden der gedanklichen Trennung von Subjekt und Objekt, von Beobachter und Beobachtetem.

## Grundlagen, Gedankenexperiment und Beispiele

### Grundlagenexperiment: Zeitnah oder zeitgleich gegebene positive und negative Stimuli
Iwan Petrowitsch Pawlow führte hunderte von Grundlagenexperimenten zur Konditionierungstheorie durch, nicht nur das, für das er berühmt wurde. In einer Experimentalserie gab er einem Versuchstier einen positiven Stimulus und kurze Zeit darauf einen negativen Reiz, der eine Vermeidungsreaktion zeitlich separat nach sich zog. Als die Zeitabstände der kontroversen Stimuli so weit verkürzt wurden, dass sie nicht mehr diskriminiert d. h. nicht mehr getrennt verarbeitet werden konnten, versetzte dies das Versuchstier in einer Weise in Stress, dass es in Schlaf verfiel bzw. bewusstlos wurde.
Robert Ader an der University of Rochester School of Medicine untersuchte, ob es möglich sei, ein Tier so zu konditionieren, dass es ein Lebensmittel vermeidet, das es normalerweise bevorzugt. Er gab das bevorzugte Futter und verabreichte kurz darauf eine Substanz, die Übelkeit und Brechreiz hervorruft und konnte damit erreichen, dass das bevorzugte Futter schließlich gemieden wurde. Später entdeckte er, dass diese Tiere eine höhere Sterblichkeit hatten, wenn sie weiterhin das Futter erhielten, gegen das sie negativ konditioniert worden waren.

### Gedankenexperiment: Das Pawlowsche Paradoxon
Anmerkungen: 1) Ein Gedankenexperiment ist ein Experiment, das nicht real durchgeführt werden muss, sondern bei dem die Schlussfolgerungen durch das Anwenden bekannter Gesetzmäßigkeiten hergeleitet werden können. 2) Ein Verständnis des Gedankenexperiments: Pawlowsches Paradoxon setzt Kenntnisse über die Theorie der Konditionierung und insbesondere der Wirkungsweise einer Skinner-Box voraus.

A: Bodenplatte A, B: Bodenplatte B, H: Hund, zw: Hundezwinger, S1: Stromstoß von k, S2: Stromstoß von e, k: Alpha-Tier k (Kreis), e: Alpha-Tier e (Ellipse)

#### Versuchsanordnung
Ein Hund H, zwei elektrifizierbare Bodenplatten A und B, große Bilder verschiedener Ellipsen e und eines Kreises k, ein Hundezwinger zw, der die Bodenplatten A und B umschließt, der Experimentator Exp, der die Stromstöße S1 und S2 auslöst.
Die notwendigen Bedingungen für eine Doppelbindungs-Situation sind:
1. Zwei oder mehr Subjekte, die miteinander kommunizieren:
 e und k mit H bzw. H nimmt e und k und deren Signale wahr.
2. Wiederholte Kommunikationserfahrungen (Etablierung eines Reiz-Reaktions Musters):
  1. Wiederholte Stromstöße S1, S2 auf der Beziehungsebene und
  2. wiederholte Wahrnehmung von k und e auf der Inhaltsebene durch H während der Konditionierung
3. Ein primäres negatives Gebot: k kommuniziert:
 A ist verbotene Zone
4. Ein sekundäres Gebot, das
  1. mit dem ersten auf einer abstrakten Ebene in Konflikt steht: e kommuniziert: B ist verbotene Zone,
  2. und wie das erste durch Strafen oder Signale verstärkt wird, die das Überleben bedrohen: Strafe durch S1 und S2
5. Ein tertiäres Gebot, das dem Opfer verbietet
  1. den Schauplatz zu fliehen: Hundezwinger zw,
  2. oder über die Beziehung zu metakommunizieren: Das Feedback von H wird von e und k ignoriert.
 Feedback von H im Kampfmodus: Abwehr- oder Verteidigungsbellen, Zähnefletschen
 Feedback von H im Fluchtmodus: Angstbellen

- Schließlich ist die gesamte Menge von Ingredienzien nicht länger erforderlich, wenn das Opfer erst gelernt hat, sein Universum in Doppelbindungs-Mustern wahrzunehmen: Konditionierung von H bleibt erhalten auch ohne S1 und S2.

#### Ablauf
Dem Hund wird abwechselnd das Bild einer deutlich erkennbaren Ellipse oder eines Kreises gezeigt. Einige Sekunden bevor Strom durch Platte A fließt, sieht der Hund einen Kreis, bevor Strom durch Bodenplatte B fließt, zeigt man dem Hund eine Ellipse. Mit der Zeit assoziiert der Hund die beiden Formen mit der jeweils entsprechenden Bodenplatte und kann so die stromführende Platte rechtzeitig meiden. Siehe: Kontiguität
Die Bodenplatten können vom Hund nicht beide gleichzeitig vermieden werden, der Hund muss sich also zwischen Bodenplatte A oder B entscheiden. Nun zeigt der Experimentator dem Hund nach und nach Ellipsen, die immer schwieriger von einem Kreis zu unterscheiden sind, bis der Hund beide Bilder nicht mehr voneinander unterscheiden kann. Der Hund zeigt nun starke Verhaltensstörungen und wird entweder sehr aggressiv, oder zeigt große Furcht.
Anmerkung: Das Experiment ähnelt im Ablauf dem learned-helplessness-Experiment.

#### Interpretation
Es entsteht ein klassisches Doppelbindungs-Paradoxon: Das neuronale System des Hundes ist gezwungen, sich für eine der zwei Platten zu entscheiden. Zunächst ist die kognitive Kapazität des Hundes ausreichend, um der Anforderung gerecht zu werden. Mit zunehmender Annäherung der beiden Formen Ellipse und Kreis findet eine Überforderung der kognitiven Kapazität statt, also eine Überlastung des neuronalen Systems des Hundes. Der Hund erlebt diese Überlastung als Bedrohung.
Diese Bedrohung verbindet sich aus Sicht des Hundes mit dem Bild des Kreises bzw. des Beinahe-Kreises. Der Hund zeigt nun gegenüber dem Bild aggressives (Kampfmodus) oder ängstliches Verhalten (Fluchtmodus). Welcher Modus eintritt, bestimmen frühere Erfahrungen sowie Vererbung, also unter anderem die Hunderasse.

#### „Hundegedanken“
Der Experimentator ist für den Hund unsichtbar. Der Hund erlebt einerseits die Ellipsen- und Kreisbilder, andererseits die unangenehmen Stromstöße. Durch die Assoziation der Bilder mit den Stromstößen scheinen diese Stromstöße von den geometrischen Formen ausgeteilt zu werden. Die Formen werden dadurch personifiziert. Dem Hund erscheinen sie als Bezugsformen. Im Bewusstsein des Hundes gibt es nun also das Alpha-Tier „Kreis“ und das Alpha-Tier „Ellipse“.
Der Hund denkt: „Alpha-Tier k (Kreis) will, dass ich auf Platte B stehe, sonst bestraft er mich. Alpha-Tier e (Ellipse) will, dass ich auf Platte A stehe, sonst bestraft er mich.“
Als Folge des Lernprozesses sind neuronale Muster entstanden, die es dem Hund erlauben, dem Willen beider Alpha-Tiere zu entsprechen. Der Wille der Alpha-Tiere k und e ist unterschiedlich (Platte A resp. B), aber die Alpha-Tiere erscheinen nie gleichzeitig, und so ergibt sich für den Hund kein Widerspruch. Kann der Hund die beiden Alpha-Tiere nicht mehr voneinander unterscheiden, da Ellipse gleich Kreis, weiß der Hund nicht mehr, welches Alpha-Tier etwas von ihm will. Beide Alpha-Tiere scheinen nun gleichzeitig präsent zu sein. Da er keinen Stromstoß erhalten will, muss er etwas tun, ohne zu wissen was. Er will sich anpassen, weiß aber nicht, was von ihm erwartet wird. Er beginnt zu raten: Sein neuronales System projiziert eine imaginierte Interpretationsform in die präsente Bezugsform.
Die Wahrscheinlichkeit eines Stromstoßes beträgt 50 %, wenn e gleich k. Solange der Hund noch glaubt in der Lage zu sein, die Bezugsform identifizieren zu können, sind dessen neuronale Prozesse hyperaktiv. Erst wenn er die völlige Sinnlosigkeit seines Bemühens erkannt hat, gibt er den Wunsch auf, sich den Alpha-Tieren anzupassen. Er erhält dann zwar weiterhin Stromstöße, aber sein neuronales System wird so vor einem Zusammenbruch bewahrt.
Die neuronalen Muster, die sich ursprünglich als Folge der Konditionierung gebildet hatten, beginnen sich aufzulösen: die Assoziation wird dissoziiert. Und so verlieren die Alpha-Tiere ihre Macht über ihn.

### Beispiele

#### Verbot authentischer Empfindungen
Beispiel 1:
„Wie kannst du bloß unglücklich sein. Haben wir dir nicht alles gegeben, was du willst? Wie kannst du nur so undankbar sein, dass du sagst, du bist unglücklich, nach allem, was wir für dich getan haben, nach all den Opfern, die für dich gebracht worden sind?“
Decodiert heißt dies: „Du hast nicht die Erlaubnis, dich unglücklich zu fühlen, weil wir es nicht so wollen; wenn du dich unglücklich fühlen willst, dann fühle dich auch schuldig dabei.“
Das Bemühen des Kindes, der Erwartungshaltung seiner autoritären Eltern zu entsprechen, hat es unglücklich gemacht. Die Eltern sind nun uneinsichtig und nicht bereit, die Verantwortung dafür zu übernehmen. Sie machen das Kind dafür verantwortlich, indem sie sein Unglücklichsein als Rebellion aus Undank interpretieren und nicht als psychische Verfallserscheinung: „Es ist nur unglücklich, weil es uns ärgern will!“
Das Kind kann sein Unglücklichsein im Sinne einer Anpassung an seine Eltern nur verdrängen, wenn es seine Lebenserfahrungen und somit einen Bestandteil seiner Persönlichkeit verleugnet. Anpassungsdruck und Autoritätsdominanz sind also sehr hoch.

#### Sei schwach
Beispiel 2:
Mutter: Ich bin nicht böse, dass du so redest. Ich weiß ja, du meinst es nicht wirklich so.
 Tochter: Aber ich meine es so.
 Mutter: Nun, Liebes, ich weiß, du meinst es nicht so. Du kannst dir nicht selber helfen.
 Tochter: Ich kann mir selber helfen.
 Mutter: Nein, Liebes, ich weiß, du kannst es nicht, denn du bist krank. Würde ich einen Augenblick vergessen, dass du krank bist, dann wäre ich sehr wütend auf dich.
Decodiert lautet die Mitteilung des Unbewussten der Mutter:
„Wenn du nicht akzeptierst, dass du schwach, hilflos und unbedeutend bist, dann werde ich wütend“,
oder:
„Deine Äußerungen akzeptiere ich nur unter der Bedingung, dass Du anerkennst, dass Du krank bist“.
Die Tochter hat die Wahl zwischen den Scheinalternativen entweder nicht ernst genommen zu werden oder sich für krank erklären zu lassen, wobei die Paradoxie auch darin besteht, dass diese Kommunikationsstrukturen ja in der Tat krankmachend sind.
Es ist in dieser Situation für die Tochter sehr schwierig, metakommunikativ zu agieren. Das kommunikative Verhalten der Mutter verletzt die Gefühle der Tochter, aber sie kann nicht sagen, was an den Aussagen der Mutter eigentlich so verletzend ist. Auf der Inhaltsebene erscheinen deren Äußerungen harmlos, im Kontext auf der Beziehungsebene entfalten sie jedoch erst ihre destruktive Wirkung.
Würde die Tochter metakommunikativ intervenieren: „Mutter, wieso nimmst du mich nie ernst und erniedrigst mich?“, so würde die Mutter auf den harmlosen Inhaltsaspekt der Kommunikation verweisen, und somit die Kritik als ungerechtfertigt zurückweisen: „Werd nicht frech, du spinnst ja.“ oder „Das bildest du dir ein.“ Die Feindseligkeit der Mutter ist unscheinbar, weil inhaltlich codiert, aber kontextuell in einem destruktiven Sinne sehr effektiv.

#### Suppenfalle
Beispiel 3:
Nehmen wir an, eine Frau fragt ihren Mann: „Diese Suppe ist nach einem ganz neuen Rezept – schmeckt sie dir?“ Wenn sie ihm schmeckt, kann er ohne weiteres „ja“ sagen, und sie wird sich freuen. Schmeckt sie ihm aber nicht, und es ist ihm außerdem gleichgültig, sie zu enttäuschen, kann er ohne weiteres verneinen. Problematisch ist aber die Situation, wenn er die Suppe scheußlich findet, seine Frau aber nicht kränken will. Auf der sogenannten Inhaltsebene, also was die Qualität der Suppe betrifft, müsste seine Antwort „nein“ lauten. Auf der Beziehungsebene müsste er „ja“ sagen, denn er will sie ja nicht verletzen. Was sagt er also? „schmeckt interessant“, in der Hoffnung, dass seine Frau ihn richtig versteht. Oder er sagt: „Schmeckt ganz gut, brauchst du aber nicht wieder zu kochen“. (Watzlawick, Paul: Anleitung zum Unglücklichsein)

#### Als Frage getarnte Anweisung
Beispiel 4:
Mutter fragt ihren Sohn: Kannst du kurz zum Supermarkt und Butter kaufen?
 Sohn: Nein, ich spiel grad!
 Mutter (sauer): Dann mach es eben nicht, aber toll, dass du immer so hilfsbereit bist!
Die Mutter gibt unterschwellig zu verstehen, dass sie damit unzufrieden ist, wie ihr Sohn handelt. Die „offene“ Frage war eigentlich eine Anweisung oder eine Bitte. Dem Sohn bleibt nun keine Möglichkeit, ohne emotionale Konflikte zu handeln: Geht er nicht einkaufen, kränkt er seine Mutter und bestätigt ihren Vorwurf, er sei nicht hilfsbereit; geht er Butter kaufen, wird er mit sich selbst im Konflikt sein, da er gegen seine vorhergehende Antwort handelt. Hätte die Mutter ihren Sohn direkt angewiesen oder darum gebeten, einkaufen zu gehen, wäre der Konflikt nicht entstanden. Die Frage wurde von ihr in der Annahme gestellt, dass der Sohn bejaht. Wäre sie sich dessen bewusst gewesen, hätte sie ihren Wunsch vielleicht direkter formuliert.

#### Psychotischer Anfall
Ein Beispiel aus der Praxis:
Eine Mutter kommt zu ihrem psychisch kranken Sohn in die psychiatrische Klinik, um ihn zu besuchen. Sie betritt den Raum, ihr Sohn geht auf sie zu und will sie zur Begrüßung umarmen. Die Mutter weicht ein wenig zurück, worauf der Sohn davon ablässt, sie zu umarmen. Darauf sieht sie ihn mit einem vorwurfsvollen Blick an und sagt: „Was ist, hast du mich nicht mehr gern?“ Der junge Mann erleidet daraufhin einen psychotischen Anfall und wird mit Psychopharmaka ruhiggestellt.
Interpretation des Praxisbeispiels: Das subtile Zurückweichen der Mutter beim Versuch des Sohnes, die Mutter zu umarmen, wurde von seinem Unbewussten richtigerweise als Ablehnung interpretiert. Das Zurückweichen bedeutet so viel wie: „Umarme mich nicht!“ Der Sohn entspricht diesem nonverbal geäußerten Wunsch und verzichtet darauf, seine Mutter zu umarmen. Der Sohn entspricht also dem Wunsch seiner Mutter; er passt sich ihrem Willen an.
Ein logisches Feedback in einer gesunden interpersonellen Interaktion bestünde nun darin, dass er dafür belohnt wird, beispielsweise mit einer kleinen Geste von der Mutter. Er wird aber mit einem Vorwurf verbal dafür bestraft. „Was bist du nur für ein böser Junge, du willst deine Mutter nicht umarmen!“ Der Sohn wird von seiner Mutter also dafür bestraft, dass er ihrem Willen entsprochen hat. Die durch den Sohn primär richtig erfolgte Interpretation des Zurückweichens der Mutter wird dadurch nun in Frage gestellt. Das primäre Verhalten des Sohnes hat sich als eine nicht geeignete Verhaltensstrategie herausgestellt.
Hätte der Sohn das Zurückweichen der Mutter ignoriert, und sie dennoch umarmt, so hätte sie ihm dies ebenfalls zum Vorwurf gemacht. Sie hätte ihm dann vielleicht einen vorwurfsvollen Blick zugeworfen im Sinne von: „Was würde dein Vater sagen, wenn er sähe, dass du seine Frau umarmst!“ Siehe auch: Ödipuskomplex.
Es gibt für den jungen Mann also absolut keinen Ausweg aus der Situation. Was immer er auch tut, er erlebt ein negatives Feedback. Seine ihm übermächtig erscheinende Mutter zufriedenzustellen erscheint ihm aber außerordentlich wichtig. In seiner Kindheit musste er die leidvolle Erfahrung machen, wie gefährlich mächtige Bezugspersonen sein können, die mit seinem Verhalten nicht zufrieden sind.
Sein Unbewusstes scheint zu sagen: „Ich werde in dieser Situation hier noch wahnsinnig!“ Dieser Konflikt im Unbewussten entlädt sich gewissermaßen über den psychotischen Anfall, der nichts anderes darstellt als einen verzweifelten Versuch, aus der hoffnungslosen Situation mit aller Macht auszubrechen. Der Wille zum Ausbruch ist da, aber der Weg dazu ist völlig unbekannt. Eine sinnlos erscheinende Freisetzung psychischer Energie ist die Folge davon.

## Erkenntnistheoretische Grundlagen
Die Doppelbindungstheorie, die aus der Sozialpsychologie stammt, wurde maßgeblich von Gregory Bateson, Paul Watzlawick und ihren Kollegen an der Universität von Palo Alto entwickelt.
In der damaligen Wissenschaftsszene hatte es Bateson schwer, den Unterschied zwischen „Ursache und Wirkung“ und „Differenz und Ideen“, wie er die Ebene selbst bezeichnet, verständlich zu machen. Der Forschungsbereich der Wissenschaft bis weit in das 20. Jahrhundert war geprägt durch Messungen von physikalischen Naturkräften. Nicht unmittelbar physikalisch messbare geistige Kräfte und Bewusstseinszustände wurden als Folge ihrer Unzugänglichkeit für die wissenschaftliche Messmethodik nur wenig erforscht. Neuro-bioelektrische Aktivität war unspezifisch messbar, jedoch nicht die mit ihnen korrelierenden geistig-mentalen Bewusstseinsphänomene an sich. Das Verständnis darüber, dass ein kommunikativer Unterschied, der einen Unterschied im Kontext macht, eine kräftelose Informationseinheit ist (eine Idee oder ein Bit), die innerhalb eines Musters wirkt, wurde der breiten Öffentlichkeit erst im Verlaufe des Übergangs vom Industrie- zum Informationszeitalter bekannt.
Kommunikation bezieht sich nur scheinbar direkt auf die Umwelt. Tatsächlich bezieht sie sich nur auf die von ihr nach ihren eigenen Gesetzen wahrgenommene innere Abbildung der Umwelt, also letztlich auf sich selbst. Diese Selbstbezüglichkeit, auch als Selbstreferenzialität oder Autoreferenzialität bezeichnet, ist typisch für jede Kommunikation.
Zentrale Operationen von sozialen Systemen sind nicht Handlungen, die auf der körperlich-materiellen Ebene vollzogen werden, sondern Kommunikation, die auf der geistig-informationellen Ebene stattfindet. Diese Kommunikation wird durch Sprache, Schrift, Mimik und Gestik auf multiplen Kommunikationskanälen vollzogen. Kommunikation findet zwischen Beobachter und Beobachtetem auf der subjektiven Erlebnisebene statt. Kommunikation ist nicht primär das Ergebnis physischer Interaktion zwischen biologischen Entitäten, sondern die als Beobachter und Beobachtetes auf der subjektiven Ebene bewusst wahrgenommene Manifestation multipel vernetzter, neuronaler und sozialer Systeme.
Das eigene Selbst ist kein System, sondern ein Identifikationspunkt innerhalb der vernetzten Kommunikation. Die menschliche Gesellschaft manifestiert sich also durch vernetzte neuronale und soziale Kommunikation im Bewusstsein des Beobachters. Diese sich selbstreferierende Definition grenzt sich absichtlich von deduktiven Methoden der klassischen, objektivistischen Wissenschaft ab. Das gesellschaftliche System wird als ein sich selbst beschreibendes System betrachtet, das seine eigenen Beschreibungen enthält.
Gesellschaft besteht also nicht aus eigenmächtig handelnden, biologischen Entitäten, sondern ist ein komplex vernetztes, sich selbst beobachtendes, sich selbst referierendes Beobachtungssystem. Am Anfang steht also keine einheitliche Perspektive, sondern die Differenz von Beobachtendem und Beobachtetem. Die Grundeinheit dieser Perspektive ist die Operation der Beobachtung, die sich als Kommunikation vollzieht.
Beobachtung ist dabei immer eine systeminterne Operation, also ein Konstrukt innerhalb eines Systems. Dabei ist die Beobachtung (Projektion) immer an gewählte Beobachtungsperspektiven gebunden (selektive Wahrnehmung). Dieser Auswahlprozess ist selbst Ausdruck systeminterner neuronaler und sozialer Prozesse. Die Beobachtung kann also nicht sehen, was sich nicht im Feld der Beobachtung manifestiert. Diesen blinden Fleck kann nur ein Beobachter zweiter Ordnung beobachten. Auf der Ebene der Beobachtung zweiter Ordnung gelangt man zu einer vielschichtig vernetzten Welt (Gruppendynamik, Internet) sich selbst als Beobachter bewusst erkennender Identifikationspunkte im physikalischen Raumzeitkontinuum.
In der Umwelt gibt es in diesem Sinne also weder Dinge noch Ereignisse: alles Beobachtbare ist Eigenleistung (=Konstruktion) des Beobachters, des operierenden Systems. Dies gilt folglich auch für die Erkenntnis einer Differenz Realität/Konstruktion. Erkenntnis führt damit auf Unterscheidungen zurück, welche wiederum auf Unterscheidungen zurückführen usw.

## Behandlungsansätze
Mit Behandlungsansätzen sind in diesem Absatz nicht etwa Behandlungsansätze zur Behandlung schizophrener Erkrankungen gemeint, sondern vielmehr Behandlungsansätze zur Auflösung einer Doppelbindungs-Kommunikationsstruktur und den damit einhergehenden Belastungsstörungen.
Gegen die pathogene Wirkung von Doppelbindungen führte Watzlawick nach dem Grundsatz „similia similibus curantur“ (lat. von „gleiches heilt gleiches“) die therapeutische Doppelbindung, in Form der positiven Symptomverschreibung als paradoxe Intervention in die psychologische Behandlungspraxis ein.
Dieser Behandlungsansatz „paradosso e controparadosso“ wurde von der italienischen Psychotherapeutin Selvini Palazzoli im Rahmen eines systemischen Modells von Familientherapie weiterentwickelt und insbesondere zur Behandlung magersüchtiger junger Frauen und deren Familien genutzt.
Der vorläufige, bedeutungsoffene und von den tatsächlichen Handlungsabsichten losgelöste (d. h. manipulationsfreie) Charakter (einer Kommunikation) ist nach Watzlawick die strukturelle und notwendige Voraussetzung menschlicher Kommunikation.

## Doppelbindungstheorie im Zusammenhang mit Schizophrenie-Entstehung

### Kommunikationsformen
In Extremfällen, wenn die Kommunikation sehr häufig durch solche Doppelbotschaften gekennzeichnet ist, kann dies beim Adressaten schwere psychische Störungen nach sich ziehen. Die Theorie der Doppelbindung spielt in der Schizophrenieforschung sowie der Kommunikationstheorie eine bedeutende Rolle und wird in zunehmendem Maße für die Analyse und Beschreibung pathologischer Kommunikation im individuellen Bereich in der Psychotherapie und im gesellschaftlichen Bereich in der Sozialpsychologie und in der Pädagogik angewendet.
Die kommunikationstheoretisch orientierte Schizophrenieforschung arbeitet mit der Hypothese, dass lang andauernde Kommunikationserfahrungen nach dem Muster der Doppelbindung beim Opfer zu Kommunikationsstrukturen führen, die mit den klinischen Kriterien der Schizophrenie fast identisch sind: Das Opfer verliert immer häufiger und schließlich, beim Ausbruch in die Psychose, vollkommen die Möglichkeit, die gesellschaftlich verbindlichen Kommunikationsformen in sinnvollen Zusammenhängen zu erleben und anzuwenden.

### Familiensituation
Nach Batesons Hypothese weist die Familiensituation des Schizophrenen folgende allgemeine Merkmale auf:
1. Ein Kind, dessen Mutter Angst bekommt und sich zurückzieht, sobald das Kind auf die Mutter reagiert wie auf eine liebende Mutter. Das heißt, die bloße Existenz des Kindes hat für die Mutter eine spezielle Bedeutung, die in ihr Angst und Feindseligkeit erregt, sobald die Gefahr besteht, dass sie mit dem Kind in innigen Kontakt gerät.
2. Eine Mutter, die ihr Gefühl der Angst und Feindseligkeit gegenüber dem Kind nicht akzeptieren kann und es deshalb verleugnet, indem sie ein liebevolles Verhalten an den Tag legt, um das Kind zu veranlassen, in ihr die liebevolle Mutter zu sehen, und um sich zurückzuziehen, wenn das Kind das nicht tut. „Liebevolles Verhalten“ impliziert nicht unbedingt Zuneigung; es kann zum Beispiel Teil eines Bemühens sein, das Richtige zu tun, „Güte“ einzuflößen usw.
3. Das Fehlen von jemandem in der Familie, z. B. einem empathischen und einsichtigen Vater, der sich in die Beziehung zwischen Mutter und Kind einmischen und das Kind angesichts der aufgetretenen Widersprüche unterstützen kann.

### Genetik
Zur Genetik schreibt Bateson: „Es muss in der Ätiologie der transkontextuellen Syndrome natürlich auch genetische Komponenten geben. Beispielsweise könnten genetische Komponenten die Lernfähigkeit oder die Potentialität, diese Fähigkeit zu erlangen, dazu determinieren, transkontextuell zu werden. Umgekehrt könnte das Genom Fertigkeiten hervorbringen, transkontextuellen Wegen zu widerstehen, oder die Potentialität, diese zu erlangen.“
transkontextuell bedeutet: über den normalen gedanklichen Bezugsrahmen hinausgehend, fast wie eine Lebensphilosophie,

### Umstrittener Oberbegriff
Es gibt keine einheitliche Schizophrenie. Es gibt nur eine Vielfalt von seelischen Störungen, die Eugen Bleuler zu Anfang des letzten Jahrhunderts als Gruppe der Schizophrenien zusammengefasst hat. Sie sind in ihrem Erscheinungsbild und ihrem Verlauf so unterschiedlich, dass immer wieder zur Diskussion steht, ob alle unter diesem Oberbegriff zusammengefassten Störungen auch in eine Gruppe gehören. Dies ist keine Entdeckung der Antipsychiatrie. Es besteht Einigkeit, dass bei diesen Störungen nicht die Krankheit behandelt wird, sondern Krankheitszustände. Weil die Erkrankungen aus dem schizophrenen Formenkreis ein so uneinheitliches Bild bieten, ist eine einheitliche Behandlung nicht möglich.

### Kritik an der Doppelbindungstheorie
- Hinsichtlich der Schizophrenie-Entstehungstheorie konnte nicht empirisch nachgewiesen werden, dass Doppelbindung tatsächlich häufiger in Familien mit an Schizophrenie erkrankten Menschen auftritt.[3][4] Selbst wenn dem so wäre, wäre unklar ob die psychotischen Symptome Folge oder Auslöser der Kommunikationsprobleme wären.[5] Die allgemeine Lehrmeinung der Psychiatrie geht von einer multifaktoriellen Genese der Schizophrenie aus. Dabei wirken genetische Faktoren und Umwelteinwirkungen zusammen, zu letzteren zählen auch familiäre Einflüsse. Ein Nachweis, dass dabei allerdings Doppelbindungen bei der Schizophrenie-Entstehung eine größere Rolle spielen, steht bis jetzt aus. Dieser Erklärungsansatz spielt daher in der akademischen Ausbildung von Psychologen und Medizinern eine geringe Rolle.

- Die Doppelbindungstheorie ist in dieser Darstellung einer funktionalen Sichtweise verhaftet, bei der der Sender der Botschaft eine Wirkung auf den Empfänger der Botschaft ausübt.

- Es fehlt weitestgehend eine Darstellung bzw. systemische Betrachtung darüber, welche Rahmenbedingungen den Sender einer Doppelbindungsbotschaft dazu bewegen, in einer solchen Weise zu kommunizieren. (Hierüber liegt inzwischen eine Arbeit vor: *Systemische Psychotherapie: Wege aus der Zwickmühle – Doublebinds verstehen und lösen (2005) ISBN 3-9809936-1-2)

## Filme zum Thema
- Family Life. Spielfilm, Großbritannien 1971. Regie: Ken Loach, Drehbuch: David Mercer. Der Film erarbeitet die kommunikationstheoretische Theorie der Antipsychiatrie um Ronald D. Laing, der Doppelbindungstheorie. In der Hauptrolle Sandy Ratcliff als schizophrene Janice. 1972 erhielt der Film in Berlin den FIPRESCI-Preis.
- Psycho von Alfred Hitchcock: Der junge Norman Bates, gespielt von Anthony Perkins, ist gefühlsmäßig hin- und hergerissen zwischen seiner imaginären Mutter, deren Befehle ihn davon abhalten sollen, sich mit jungen Frauen zu verabreden, und seiner Zuneigung für eine junge Frau, die Gast seines Motels ist. Er löst den Konflikt, indem er die junge Frau ermordet.
- 2001: Odyssee im Weltraum von Arthur C. Clarke und Stanley Kubrick: Der Schriftsteller Arthur C. Clarke hat eine der dramatischen Episoden von 2001 erdacht, in der es darum geht, dass es für eine künstliche Intelligenz keinen Grund gibt, gegenüber Doppelbindungen weniger verletzlich zu sein als eine biologische Intelligenz. Der Rechner HAL wurde von der wissenschaftlichen Leitung angewiesen, kompromisslos mit der Mannschaft zu kooperieren. Gleichzeitig war er an die Anweisung der Militärbehörden gebunden, der Mannschaft den wahren Grund der Mission bis zur Ankunft auf Jupiter zu verheimlichen. Durcheinandergebracht versucht HAL, einen der Astronauten andeutungsweise auf seinen Konflikt aufmerksam zu machen. Kurz darauf simuliert HAL eine Störung im Kommunikationssystem, um von der Konversation abzulenken. Nach der Aufdeckung der gefälschten Kommunikationsstörung erwägen zwei der Astronauten, HAL abzuschalten. Als HAL davon erfährt, sieht er die Mission gefährdet, was seiner Programmierung widerspricht, die Mission unbedingt zu schützen. HAL entzieht sich der Doppelbindung, indem er damit beginnt, die Besatzung zu töten – die einzige Methode, um den Befehlen dann noch gerecht werden zu können und die Kontrolle über die Mission nicht zu verlieren.